# 墨池寺
墨池寺，位于中国广东省梅州市兴宁市刁坊镇墨池村，为梅州市兴宁市的一个市级文物保护单位，类型为古建筑，公布时间为1980年1月。
墨池寺的历史年代为宋代。